# Prisme d'Abbe-Porro
Pour les articles homonymes, voir Abbe et Porro.

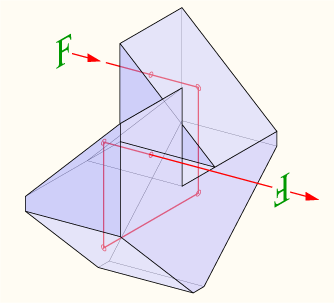
Prisme de Porro-Abbe.

Un prisme d'Abbe-Porro, ou prisme de Porro-Abbe, est un prisme non dispersif nommé d'après Ignazio Porro et Ernst Abbe, utilisé pour modifier l'orientation d'une image. 

## Description
Il est constitué de prismes permettant quatre réflexions totales, ayant pour résultat de retourner l'image de 180°. Du fait du nombre pair de réflexions, il n'y a pas d'inversion gauche-droite de l'image.
L'incidence normale sur les faces d'entrée et de sortie évite un effet dispersif.
Ce prisme est une variante du prisme de Porro mais diffère notablement du prisme d'Abbe et du prisme d'Abbe-Koenig.

## Usage
Ce type de prisme est utilisé dans certaines jumelles, ce fut le cas notamment de celles produites par Carl Zeiss en 1894 pour lesquelles Ernst Abbe travailla.  